# Ministère de l'Intérieur et de la Décentralisation
Le ministère de l'Intérieur et de la Décentralisation au Niger est le ministère chargé des affaires intérieures du Niger.  

## Description

### Siège
Le ministère de l'Intérieur et de la Décentralisation du Niger a son siège à Niamey.

### Attributions
Ce département ministériel du gouvernement nigérien est chargé de la conception, de la mise en œuvre et le suivi de la politique de l’État en matière de politique intérieure.

### Ministres
Le ministre de l'Intérieur et de la Décentralisation du Niger est Mohamed Boubacar Toumba.